# Nordgrönland

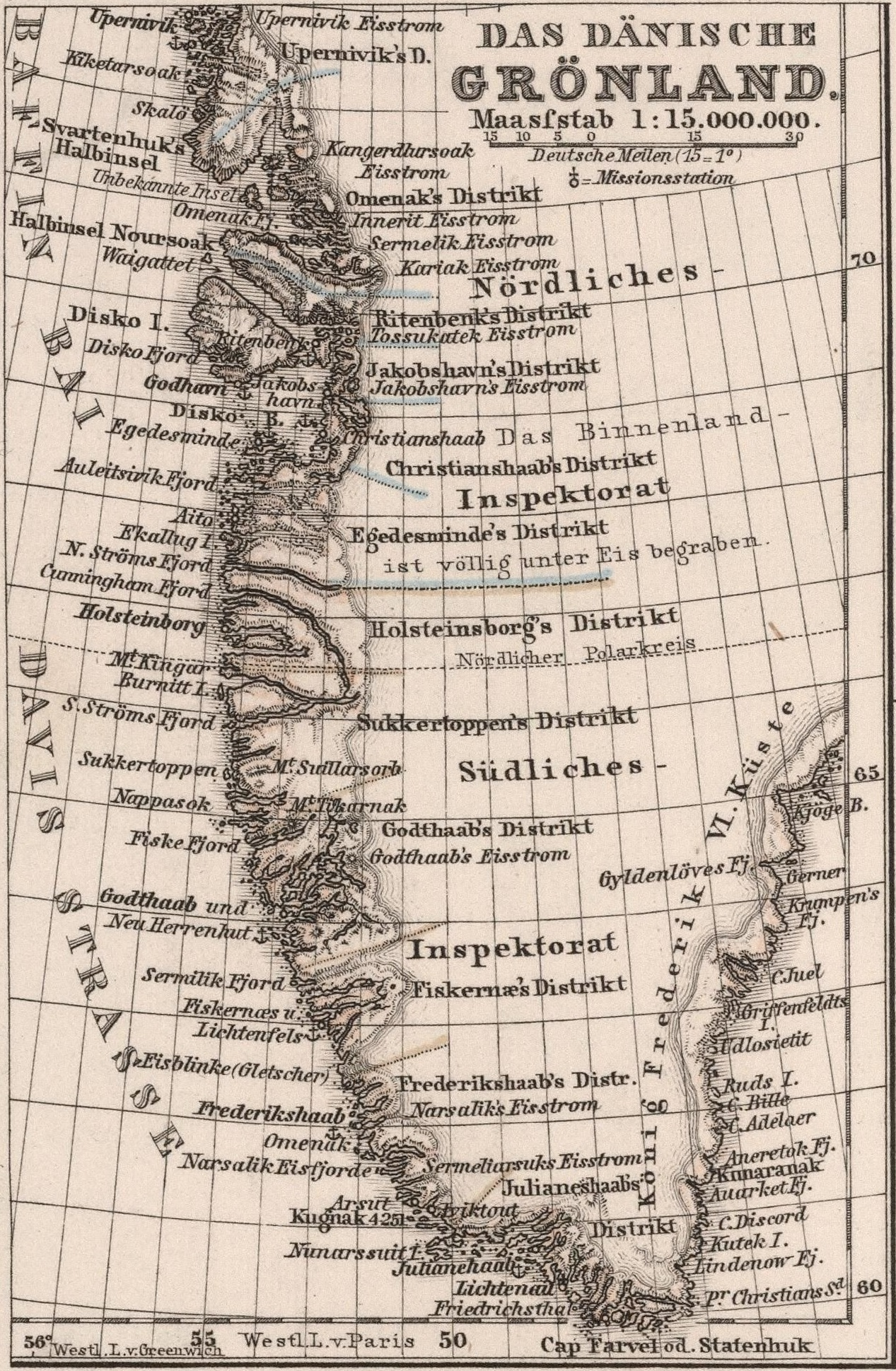
Grönland in Stieler’s Hand-Atlas von 1867

Nordgrönland war der Name des von 1782 bis 1950 bestehenden nördlichen Teils der dänischen Kolonie Grönland. Der Koloniehauptort war Qeqertarsuaq.

## Geschichte
Grönland bestand seit der Kolonisation 1721 durch Hans Egede aus einer wachsenden Anzahl Kolonien, die je von einem Kaufmann geleitet wurden. Nachdem Den Kongelige Grønlandske Handel (KGH) 1776 das Handelsmonopol erhalten hatte, wurde 1782 mit der Instruksen die Verwaltung Grönlands neu organisiert. Grönland wurde in zwei Teile geteilt, denen jeweils ein Inspektor in Diensten des KGH vorstand, dem die Kaufmänner (Kolonialverwalter) unterstanden. Mit dem ersten Gesetz zu Grønlands Styrelse von 1908 wurde die Aufteilung offiziell gefestigt. Ab 1911 gab es in beiden Landesteilen Grønlands Landsråd als parlamentarische Versammlung. Zugleich wurden die Kolonialdistrikte in Kommunen unterteilt. Mit dem zweiten Gesetz zu Grønlands Styrelse von 1925 wurde das Inspektorenamt durch das des Landsfogeds ersetzt. 1950 wurden beide Kolonien durch die Verwaltungsreform im Rahmen der G50-Politik vereinigt und Grönland stand fortan ein Landshøvding vor.

## Lage
Nordgrönland umfasste den Teil der Westküste zwischen der Melville-Bucht im Norden und dem Fjord Nassuttooq im Süden. Dies entsprach den folgenden Kolonialdistrikten:
- Kolonialdistrikt Upernavik (1790 aufgelöst, 1805 neugegründet, 1814 aufgelöst, 1826 neugegründet)
- Kolonialdistrikt Ũmánaĸ
- Kolonialdistrikt Ritenbenk (1942 aufgelöst)
- Kolonialdistrikt Arveprinsens Ejland (1784 gegründet, 1799 aufgelöst)
- Kolonialdistrikt Jakobshavn
- Kolonialdistrikt Christianshaab
- Kolonialdistrikt Godhavn
- Kolonialdistrikt Kronprinsens Ejlande (1827 aufgelöst)
- Kolonialdistrikt Egedesminde

## Einwohnerentwicklung
| Jahr | Einwohnerzahl | Einwohnerzahl |
| Jahr | Grönländer    | Europäer      |
| ---- | ------------- | ------------- |
| 1805 | 2530          | ?             |
| 1840 | 2747          | 131           |
| 1860 | 3739          | 108           |
| 1880 | 4263          | 078           |
| 1901 | 5138          | 079           |
| 1911 | 5858          | 102           |
| 1921 | 6015          | 061           |
| 1930 | 6858          | 114           |
| 1938 | 7608          | 156           |

Quelle:

## Verwalter
- Für eine Liste der Verwalter Nordgrönlands (bis 1924 als Inspektor, danach als Landsfoged), siehe die Liste der Verwalter Grönlands
- Für Listen der Landesratsmitglieder ab 1911, siehe Grønlands Landsråd #Mitglieder der Landesräte